# Denis Healey
Denis Winston Healey, Baron Healey, född 30 augusti 1917 i Mottingham i Kent, död 3 oktober 2015 i Alfriston i East Sussex, var en brittisk politiker. Han var vice partiledare för Labour mellan 4 november 1980 och 2 oktober 1983. Mellan 1964 och 1970 var han Storbritanniens försvarsminister och mellan 1974 och 1979 landets finansminister. Healey deltog i andra världskriget i Royal Engineers i Nordafrika.